# Ein Sommer
Ein Sommer (russisch Лето) ist ein Roman des russischen Schriftstellers Maxim Gorki, dessen Niederschrift im Sommer 1909 auf Capri abgeschlossen wurde.

Zwar kannte Gorki das Leben in der Stadt besser als das auf dem Land, trotzdem thematisiert er am Beispiel eines russischen Dörfchens mit zweiunddreißig Höfen den Wandel unter Dorfarmen, Kulaken und Gutsbesitzern nach der Stolypinschen Agrarreform aus der Sicht eines fleißig agitierenden Berufsrevolutionärs, der Mitglied einer Partei ist. Gorki meint die SDAPR.

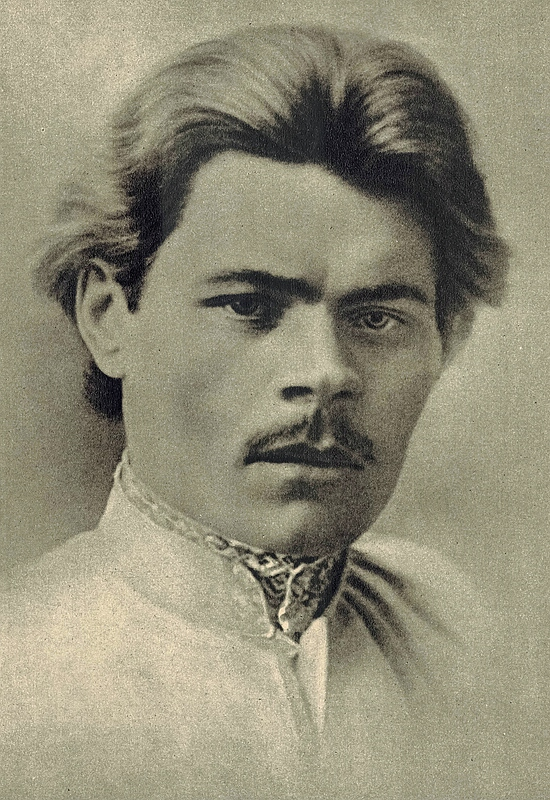
Gorki anno 1889

## Überblick
Der verwitwete Ich-Erzähler – seine Papiere sind auf Jegor Petrowitsch Trofimow, Moskauer Kaufmann dritter Gilde ausgestellt – wird von einem Bekannten als Sommerfrischler im Jahr 1908 in das kleine, anheimelnde, zumeist von Raskolniki bewohnte Dorf Wyssokije Gnjosda im waldreichen Kreis Tumanowo geschickt. Ein Sommerfrischler ist der Erzähler nicht. Aber was ist er dann? Erst in der zweiten Hälfte des Romans schenkt Trofimow dem Leser reinen Wein ein: „Bin ich doch ein Mensch, der aus der Niederschlagung der Volkserhebung seine Lehren gezogen und sich vorgenommen hat, die Menschen zu einigen... [der] klar erkannt hat, daß man unmöglich in der alten, für den Menschen verderblichen, Ordnung weiterleben kann. Sozialistische Broschüren hatte ich erst ein Jahr vor dem Umschwung zu lesen begonnen... Vor der Niederschlagung des Aufstandes war ich mit Angehörigen beider Parteien bekannt gewesen...“ Im Klartext also meinen Volkserhebung und Aufstand die Russische Revolution von 1905 und Trofimow agitiert im Auftrag der SDAPR am genannten Ort der Handlung die Bauern. Handlung aber gibt es in dem Roman kaum. Trofimow erzählt nur ein „Märchen vom vergangenen Sommer“.  Gorki, in den Fußstapfen russischer Realisten schreitend, meint mit Märchen „Bilder aus dem wirklichen Leben“.
Zwar erfährt der Leser über Trofimow nicht besonders viel, doch immerhin hebt er Repräsentanten dreier Gruppen im Dorf heraus. Da ist erstens der geheime Zirkel des Revolutionärs Dossekin – junge Männer, die Trofimow bereits mit Genosse ansprechen, die also von dem „Sommerfrischler“ anhand marxistischer Broschüren agitiert werden:
- Der kräftige, robuste 26-jährige  Jegor Dossekin, Sohn des Dorfältesten,
- der Arbeitslose Awdej Nikin,
- Iwan (auch Wanja) Malyschew – Kassenverwalter der Genossen und
- Alexej (auch Aljoscha) Schipigussew[A 4] – ein ungelernter Arbeiter aus der Stadt.

Die zweite Gruppe besteht aus drei älteren Herrschaften:
- Der Waldhüter Danilo Jakowlewitsch Kosjakow übermittelt über seinen Sohn an Trofimow Nachrichten eines Mitstreiters, der im Gefängnis sitzt.
- Veteran Michailo Gnedoi, ein Anarchist, hat als ehemals wohlhabender Bauer an Bauernaufständen sowie am Russisch-Japanischen Krieg teilgenommen.
- Der alte wahrheitssuchende, besitzlose Bauer[16] Pjotr Wassiljitsch Kusin, Vorleser in der Kirche, soll mit Iwan Malyschew entfernt verwandt sein. Kusin erzählt, wie die Herren die Bauern anno 1885 und 1893 bis aufs Blut peitschen ließen. Junge Bauernmädchen wurden in jenen Jahren von den Soldaten vergewaltigt. Alle Bauern wurden geprügelt; auch die Bäuerinnen bekamen Hiebe. Dieser der Obrigkeit bekannte Empörer Kusin war vor Jahren schon als Redner in einem wohlhabenderen Dorf aufgetreten und hat die Zeichen der Zeit nach der Revolution von 1905 klar erkannt; ist sich dabei eins mit den verarmten Bauern. Schlimmstenfalls ist Kusin bereit, sich sogar den Sozialisten anzuschließen.

Gruppe drei konstituiert sich aus den Besitzenden und ihren Helfershelfern – darunter
- der Mühlen- und Waldbesitzer Skornjakow,
- der reiche Bauer Astachow und
- der Dorfgendarm Semjon[17].

## Zusammenfassung
Trofimow ist ein unermüdlicher Parteiarbeiter. Gemeinsam mit seinem Zirkelleiter Dossekin klärt er die Bauern – auch außerhalb des Dorfes – über die Machenschaften einiger Duma-Delegierten auf.
Selbst wenn die oben genannten ersten beiden Gruppen letztendlich vergeblich gegen die dritte aufbegehren, so lässt Gorki einen Aufwärtstrend durchscheinen: Nahmen an einem konspirativen Treff oben erwähnten Zirkels in der Erdhütte der Holzfäller in Skornjakows Wald zu Romananfang lediglich vier Dorfbewohner teil, so sind es zu Romanende immerhin vierzig. Eruiert wird während dieser großen romanfinalen Versammlung die Frage: „Was sollen wir tun?“

## Selbstzeugnis
- Bevor Gorki den Roman unter dem Arbeitstitel „Die Geschichte von Kusnetschicha“ in Angriff nehmen wollte, hatte er konstatiert: „...bringe ich alles unter, was ich über das Dorf weiß... und was ich hinzudichten kann, ohne gegen die innere Wahrheit zu verstoßen... Ein solches Buch ist unbedingt nötig,... aber um es zu schreiben, muß ich schrecklich viel lesen...“[18] Als ihm aber danach das Tagebuch Ignatij Timofejews[19] zugeschickt wurde, nahm er die authentischen Aufzeichnungen dieses Propagandisten[20] als Textgrundlage.[21]

## Rezeption
- Lidija Sejfullinas, Alexander Newerow, Michael Scholochow (Neuland unterm Pflug) und Fjodor Abramov (Brüder und Schwestern) hätten Gorkis Thema fortgeschrieben.[22]
- Die etablierte russische Literaturkritik konnte seinerzeit mit dem wirren Plot nichts anfangen. Ausgenommen davon sind M. Morosow und der Marxist Wazlaw Worowskij.[23]

## Deutschsprachige Ausgaben
- Ein Sommer. S. 281–466 in: Eine Beichte. Ein Sommer. Zwei Romane. Einzige autorisierte Übersetzung aus dem Russischen von August Scholz. 468 Seiten. Bd. 7 aus: Maxim Gorki: Gesammelte Werke in Einzelausgaben. Malik-Verlag, Berlin 1926
- Ein Sommer. Roman. Aufbau. Berlin 1958, bb-Reihe Nr. 15, 177 Seiten
- Ein Sommer. Das Städtchen Okurow. Matwej Koshemjakin. Romane. Aus dem Russischen übersetzt von Dieter Pommerenke und anderen. Mit einem Nachwort von Helene Imendörffer. 882 Seiten. Winkler, München 1975, ISBN 3-538-05088-0

### Verwendete Ausgabe
- Ein Sommer. Deutsch von Dieter Pommerenke. Mit einem Nachwort von Günter Warm. S. 449–596 in: Maxim Gorki: Der Spitzel. Eine Beichte. Ein Sommer. 637 Seiten. Bd. 6 aus: Eva Kosing (Hrsg.), Edel Mirowa-Florin (Hrsg.): Maxim Gorki: Gesammelte Werke in Einzelbänden. Aufbau-Verlag, Berlin 1971